# Hirojuki Noake
Hirojuki Noake (japonsky 野明弘幸, Noake Hirojuki; * 24. srpna 1974 Čino) je bývalý japonský rychlobruslař.
V roce 1991 se poprvé představil na juniorském světovém šampionátu, v roce 1992 získal juniorskou stříbrnou medaili. Mezi dospělými debutoval v roce 1994, kdy skončil pátý na Mistrovství světa ve víceboji. Od roku 1994 také závodil ve Světovém poháru, jehož celkové hodnocení na distanci 1500 m v sezóně 1995/1996 vyhrál. Na vícebojařském světovém šampionátu 1996 skončil čtvrtý, což je jeho nejlepší výsledek. Zúčastnil se Zimních olympijských her 1998 (1000 m – 25. místo, 1500 m – 7. místo, 5000 m – 25. místo). Na Mistrovství světa na jednotlivých tratích 2000 se v závodě na 1500 m umístil na čtvrté příčce. Startoval také na ZOH 2002 (1000 m – 44. místo, 1500 m – 15. místo) a po sezóně 2001/2002 ukončil kariéru.